# اچ‌ام‌اس دوونشایر (۱۸۱۲)
اچ‌ام‌اس دوونشایر (۱۸۱۲) (به انگلیسی: HMS Devonshire (1812)) یک کشتی بود که طول آن ۱۷۶ فوت (۵۴ متر) بود. این کشتی در سال ۱۸۱۲ ساخته شد.